# Colin Fleming
Colin Fleming (Broxburn, Escòcia, 13 d'agost de 1984) és un ex-jugador professional de tennis escocès. El seu fort era el joc de dobles, especialitat en la qual va conquistar vuit títols en dinou finals del circuit ATP. La majoria de les seves parella van ser britànics, especialment amb Ross Hutchins amb qui va obtenir més èxits. Va defensar l'equip britànic de Copa Davis en diverses ocasions arribant a jugar una eliminatòria en els quarts de final. Es va retirar el gener de 2017 per realitzar les tasques de principal entrenador nacional dins l'organisme Tennis Scotland.

## Palmarès

### Dobles: 19 (8−11)
| Llegenda (pre/post 2009)                                 |
| -------------------------------------------------------- |
| Grand Slams (0−0)                                        |
| Tennis Masters Cup / ATP Finals (0−0)                    |
| ATP Masters Series / ATP World Tour Masters 1000 (0−1)   |
| ATP International Series Gold / ATP World Tour 500 (0−0) |
| ATP International Series / ATP World Tour 250 (8−10)     |

| Títols per superfície |
| --------------------- |
| Dura (7−6)            |
| Gespa (1−3)           |
| Terra batuda (0−2)    |

| Resultat  | Núm. | Data                   | Torneig                    | Superfície   | Parella         | Oponents                               | Marcador             |
| --------- | ---- | ---------------------- | -------------------------- | ------------ | --------------- | -------------------------------------- | -------------------- |
| Guanyador | 1.   | 21 de setembre de 2009 | Metz, França               | Dura (i)     | Ken Skupski     | Arnaud Clément Michaël Llodra          | 2−6, 6−4, [10−5]     |
| Guanyador | 2.   | 1 de novembre de 2009  | Sant Petersburg, Rússia    | Dura (i)     | Ken Skupski     | Jérémy Chardy Richard Gasquet          | 2−6, 7−5, [10−4]     |
| Finalista | 1.   | 19 de juny de 2010     | Eastbourne, Regne Unit     | Gespa        | Ken Skupski     | Mariusz Fyrstenberg Marcin Matkowski   | 3−6, 7−5, [8−10]     |
| Finalista | 2.   | 10 d'abril de 2011     | Casablanca, Marroc         | Terra batuda | Igor Zelenay    | Robert Lindstedt Horia Tecău           | 2−6, 1−6             |
| Guanyador | 3.   | 30 d'octubre de 2011   | Sant Petersburg (2)        | Dura (i)     | Ross Hutchins   | Mikhail Elgin Alexander Kudryavtsev    | 6−3, 6−7(5), [10−8]  |
| Guanyador | 4.   | 4 de març de 2012      | Delray Beach, Estats Units | Dura         | Ross Hutchins   | Michal Mertiňák André Sá               | 2−6, 7−6(5), [15−13] |
| Guanyador | 5.   | 23 de juny de 2012     | Eastbourne                 | Gespa        | Ross Hutchins   | Jamie Delgado Ken Skupski              | 6−4, 6−3             |
| Finalista | 3.   | 15 de juliol de 2012   | Newport, Estats Units      | Gespa        | Ross Hutchins   | Santiago González Scott Lipsky         | 6−7(3), 3−6          |
| Finalista | 4.   | 30 de setembre de 2012 | Kuala Lumpur, Malàisia     | Dura (i)     | Ross Hutchins   | Alexander Peya Bruno Soares            | 7−5, 5−7, [7−10]     |
| Guanyador | 6.   | 12 de gener de 2013    | Auckland, Nova Zelanda     | Dura         | Bruno Soares    | Johan Brunström Frederik Nielsen       | 7−6(1), 7−6(2)       |
| Guanyador | 7.   | 18 de febrer de 2013   | Marsella, França           | Dura (i)     | Rohan Bopanna   | Aisam-ul-Haq Qureshi Jean-Julien Rojer | 6−4, 7−6(3)          |
| Finalista | 5.   | 16 de juny de 2013     | Eastbourne (2)             | Gespa        | Jonathan Marray | Alexander Peya Bruno Soares            | 6−3, 3−6, [8−10]     |
| Finalista | 6.   | 22 de juliol de 2013   | Atlanta, Estats Units      | Dura         | Jonathan Marray | Édouard Roger-Vasselin Igor Sijsling   | 6−7(6), 3−6          |
| Finalista | 7.   | 6 d'agost de 2013      | Mont-real, Canadà          | Dura         | Andy Murray     | Alexander Peya Bruno Soares            | 4−6, 6−7(4)          |
| Finalista | 8.   | 28 d'abril de 2014     | Múnic, Alemanya            | Terra batuda | Ross Hutchins   | Jamie Murray John Peers                | 4−6, 2−6             |
| Finalista | 9.   | 16 de febrer de 2015   | Marsella                   | Dura (i)     | Jonathan Marray | Marin Draganja Henri Kontinen          | 4−6, 6−3, [8−10]     |
| Finalista | 10.  | 27 de juliol de 2015   | Atlanta (2)                | Dura         | Gilles Müller   | Bob Bryan Mike Bryan                   | 6−4, 6−7(2), [4−10]  |
| Guanyador | 8.   | 28 de setembre de 2015 | Shenzhen, Xina             | Dura         | Jonathan Erlich | Chris Guccione André Sá                | 6−1, 6−7(3), [10−6]  |
| Finalista | 11.  | 15 de febrer de 2016   | Marsella (2)               | Dura (i)     | Jonathan Erlich | Mate Pavić Michael Venus               | 2−6, 3−6             |

## Trajectòria

### Dobles
| Open d'Austràlia | A   | A   | A   | A           | 2R          | 1R          | 3R    | 1R          | 2R          | A           | 1R    | 0 / 6 | 4 – 6   |         |
| Roland Garros | A   | A   | A   | A           | 2R          | 2R          | A     | 1R          | 1R          | 1R          | 2R    | 0 / 6 | 3 – 6   |         |
| Wimbledon | 1R  | A   | A   | 1R          | 2R          | QF          | 1R    | 3R          | 1R          | 2R          | 1R    | 0 / 9 | 7 – 9   |         |
| US Open | A   | A   | A   | A           | 1R          | QF          | 3R    | QF          | 1R          | 3R          | 1R    | 0 / 7 | 9 – 7   |         |
| Jocs Olímpics | NC  | NC  | A   | No celebrat | No celebrat | No celebrat | 1R    | No celebrat | No celebrat | No celebrat | 1R    | 0 / 2 | 0 – 2   |         |
| Victòries − Derrotes | 0−1 | 0−0 | 0−0 | 0−0         | 11−4        | 15−20       | 27−20 | 36−22       | 38−22       | 13−25       | 17−17 | 16−22 | 173–153 | 173–153 |
| Rànquing a final d'any | 226 | –   | 336 | 56          | 73          | 33          | 27    | 27          | 71          | 58          | 76    |       |         |         |
| Llegenda: G: Guanyador; F: Finalista; SF: Semifinalista; QF: Quarts de final; Q: Qualificació; A: Absent; RR: Round Robin |     |     |     |             |             |             |       |             |             |             |       |       |         |         |